# José Blanco López
José (Pepe) Blanco López (ur. 6 lutego 1962 w Palas de Rey) – hiszpański polityk, działacz partyjny, sekretarz generalny PSOE, senator, deputowany i minister, poseł do Parlamentu Europejskiego VIII kadencji.

## Życiorys
Studiował prawo na Universidad de Santiago de Compostela. W 1978 zaangażował się w działalność partyjną, wstępując do Hiszpańskiej Socjalistycznej Partii Robotniczej. W 1989 wszedł w skład Senatu z Lugo, zasiadając w nim do 1996. Od 1991 był radnym rodzinnej miejscowości. W 1996 po raz pierwszy został posłem do Kongresu Deputowanych, niższej izby Kortezów Generalnych VI kadencji. Uzyskiwał następnie reelekcję na kadencję VII, VIII, IX i X. W ramach PSOE pełnił funkcję sekretarza ds. organizacji oraz zastępcy sekretarza generalnego.
W latach 2009–2011 sprawował urząd ministra robót publicznych, w 2011 był jednocześnie rzecznikiem prasowym rządu.
W 2014 z ramienia socjalistów został wybrany na eurodeputowanego VIII kadencji.